# تافا ایر
تافا ایر (انگلیسی: Tafa Air) شرکت هواپیمایی آلبانیایی است، که در سال ۲۰۰۹ تأسیس شد.